# Jan Weggeman Guldemont
Jan Weggeman Guldemont (Krimpen aan den IJssel, 21 augustus 1810 - aldaar, 1 december 1883) was een Nederlandse steenfabrikant en bestuurder.

## Leven en werk
Weggeman Guldemont werd in 1810 geboren als zoon van Maurits Weggeman Guldemont en Magdalena van Lange. In april 1838 werd hij benoemd tot burgemeester en secretaris van de buurgemeenten Stormpolder en Krimpen aan den IJssel. Hij volgde zijn in januari van dat jaar overleden vader op als burgemeester van deze gemeenten. Daarnaast was hij  evenals zijn vader en zijn oom Cornelis fabrikant van een steenbakkerij. In 1850 werd hij als burgemeester opgevolgd door Willem van Waning, die al sinds 1846 burgemeester van Ouderkerk aan den IJssel was. Weggeman Guldemont was ook polderschout van Krimpen aan den IJssel, Langeland en Kortland en dijkgraaf van Stormpolder. De eerste drie functies waren gekoppeld aan het burgemeesterschap van Krimpen aan den IJssel, die functies moest hij overdragen aan zijn opvolger. De laatste functie behield hij echter, ondanks bezwaren van zijn opvolger Van Waning.
Weggeman Guldemont overleed in december 1883 op 73-jarige leeftijd in zijn woonplaats.